# Gębice (powiat czarnkowsko-trzcianecki)

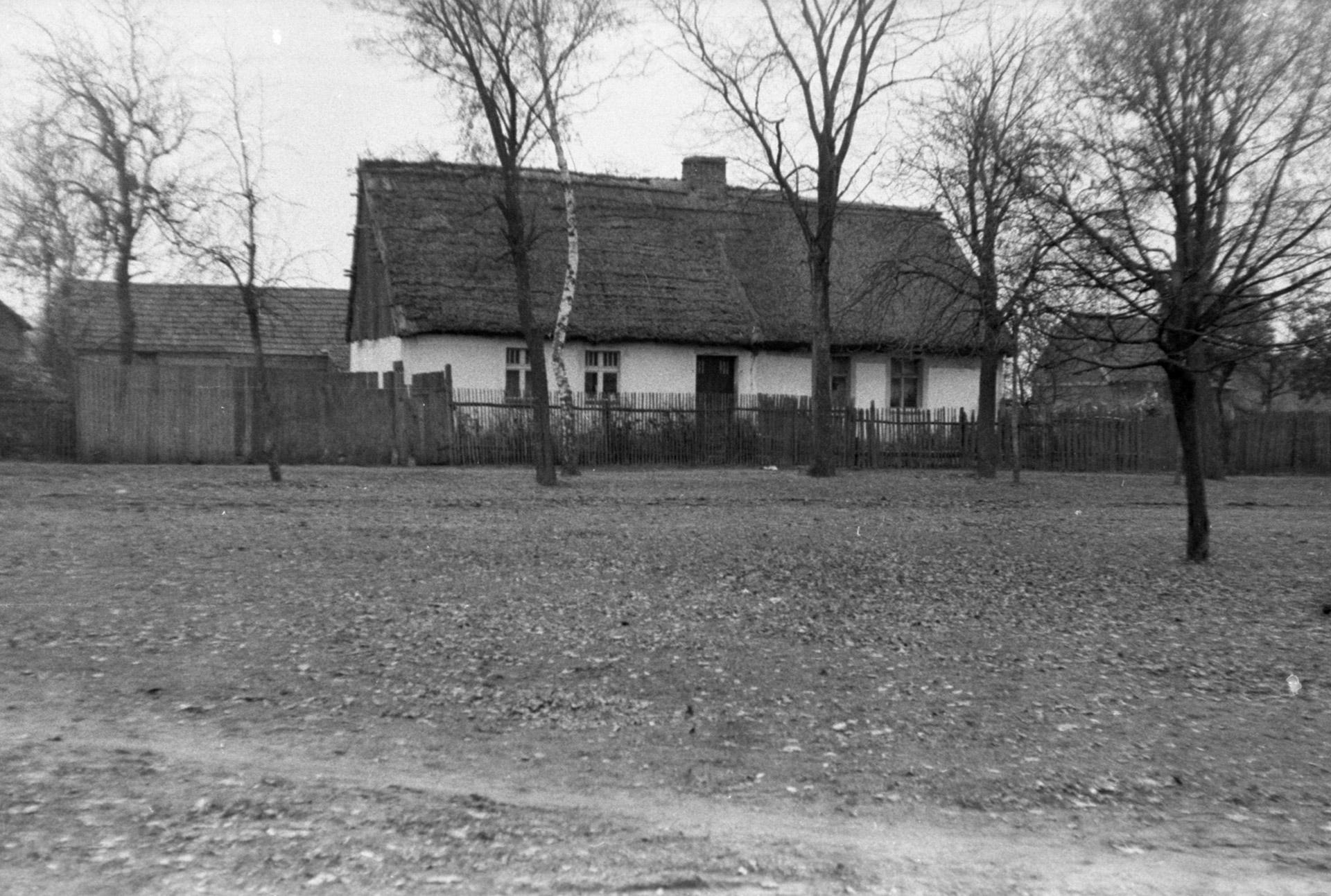
Historyczne zdjęcie chałupy krytej słomą

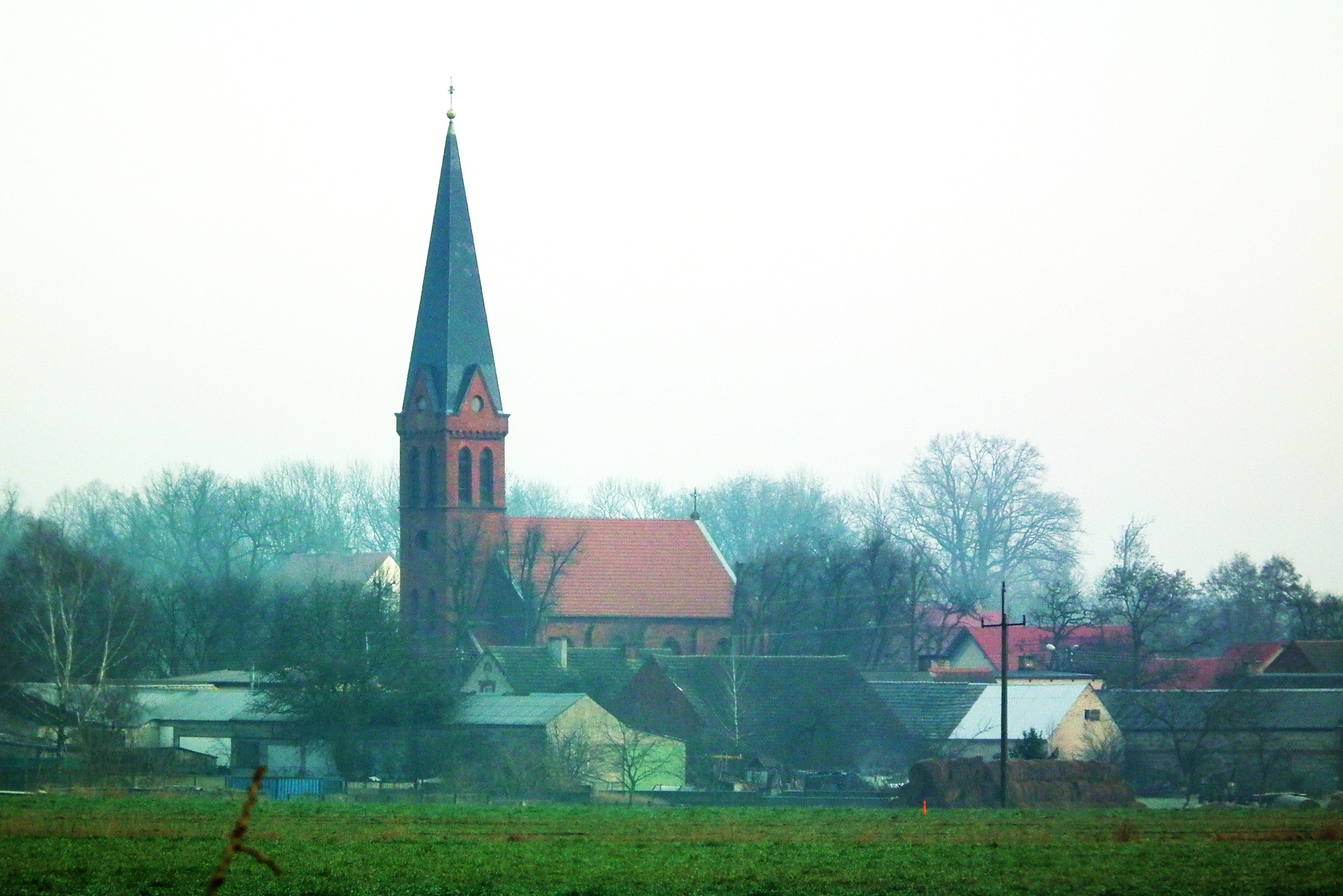
Kościół św. Andrzeja Boboli

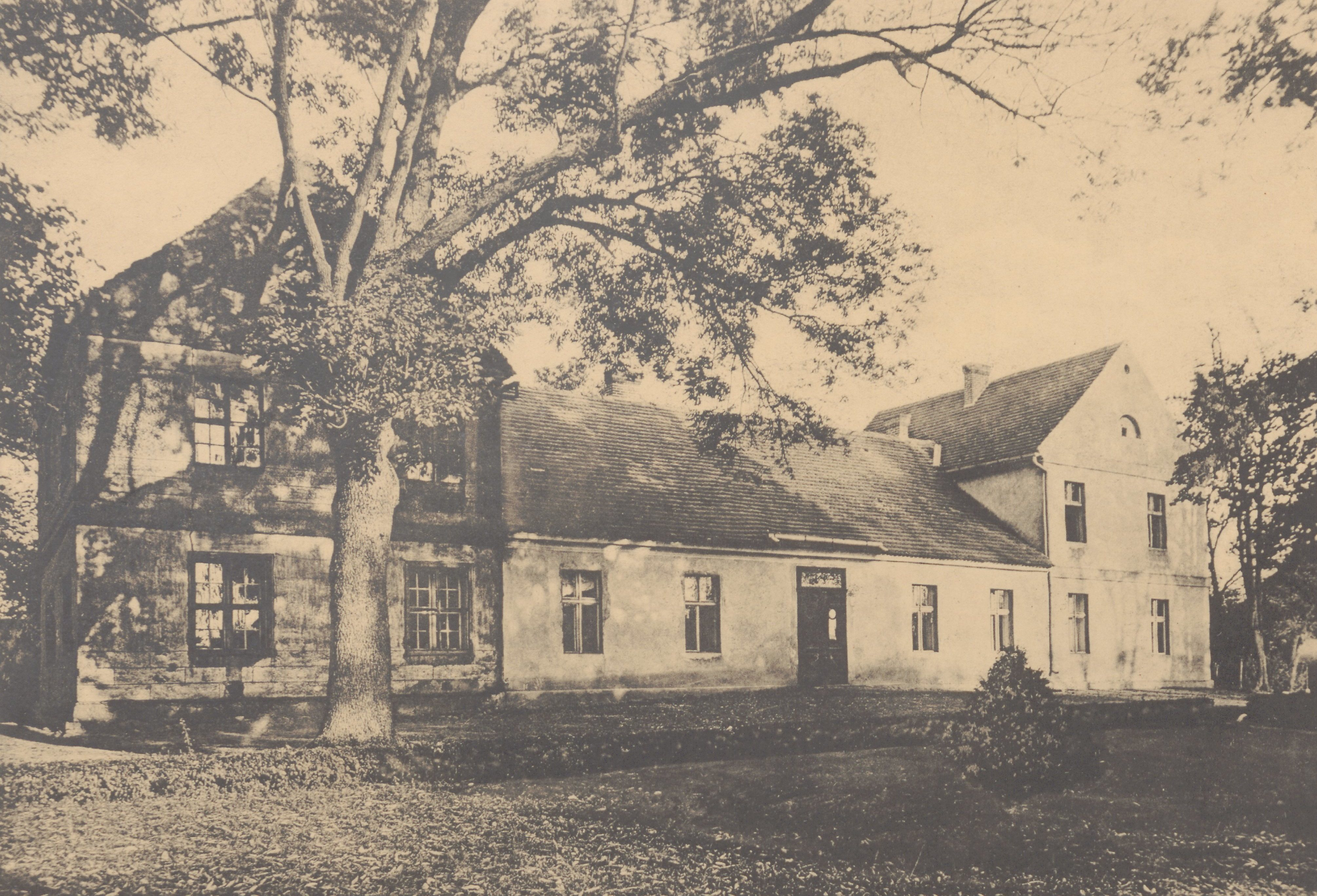
Widok dworu przed 1912

Gębice – wieś w Polsce, położona w województwie wielkopolskim, w powiecie czarnkowsko-trzcianeckim, w gminie Czarnków.

## Położenie
Gębice położone są w północnej części województwa wielkopolskiego niedaleko Czarnkowa. We wsi znajduje się siedem stawów, z których największy ma około 300 metrów długości. W pobliżu znajduje się źródło rzeki Flinty oraz kilka niewielkich lasów mieszanych. Od strony wschodniej wieś otoczona jest lasami, natomiast od strony pozostałych kierunków świata wieś otaczają grunty rolne.
W latach 1954–1959 wieś należała i była siedzibą władz gromady Gębice, po jej zniesieniu w gromadzie Czarnków. W latach 1975–1998 miejscowość należała administracyjnie do województwa pilskiego.

## Integralne części wsi
| SIMC    | Nazwa                | Rodzaj               |
| ------- | -------------------- | -------------------- |
| 1016084 | Huby                 | część wsi            |
| 0524884 | Sobolewo             | część wsi do 2024 r. |
| 1006051 | Wybudowanie Gębickie | część wsi            |

## Klimat
Klimat wsi kształtuje się pod wpływem trzech regionów klimatycznych: regionu środkowowielkopolskiego, środkowopomorskiego i regionu dolnej Warty. Długość trwania lata wynosi ok. 100 dni, zimy ok. 80, a liczba dni z mrozem waha się w przedziale 30–40. Okres wegetacyjny rozpoczyna się 1–5 kwietnia i kończy 1–5 listopada. Średnia roczna suma opadów wynosi 500–600 mm. Dominują wiatry zachodnie i południowo-zachodnie. System łąkowy w dolinie z udziałem wód otwartych, podmokłości, zarośli i zadrzewień, dużą akumulacją energii słonecznej w okresie wegetacji, tworzą klimat wilgotny, dobrze natleniony, nasycony roślinnymi substancjami lotnymi.

## Historia
Miejscowość pierwotnie związana była z Wielkopolską. Ma metrykę średniowieczną i istnieje co najmniej od początku XV wieku. Wymieniona w 1381 pod nazwą Gąbicz, 1391 Gambicze, 1410 Gambecze, 1452 Gabicze, 1563 Gąmbicze, 1570 Gembicze, 1577 Gebice.
Okolice wsi były zasiedlone jednak wcześniej niż odnotowują to archiwalne zapisy co potwierdziły odkrycia archeologiczne. W październiku 1978 archeolodzy odkopali na terenie Gębic siedem urn pgrzebowych z prochami.
Miejscowość była wsią szlachecką w dobrach czarnkowskich należącą do lokalnej szlachty wielkopolskiej - Gembickich oraz rodu Czarnkowskich herbu Nałęcz z Czarnkowa. W 1508 leżała w parafii Czarnków w powiecie poznańskim Korony Królestwa Polskiego.
W 1381 miejscowość odnotowuje wpis w dokumentach sądowych gdzie wymieniono dwóch świadków będących dziedzicami we wsi Sułka oraz pisarza panów Czarnkowskich Floriana. W 1391 odnotowano spór sądowy Wszebora z Gębic z Kuszem z Gołańczy o 4 konie oraz 2 woły. W 1410 miał kolejną sprawę o zabójstwo z niewymienionym z nazwiska szlachcicem oraz z kmiotką. W 1497 wojewoda kaliski Sędziwój z Czarnkowa zapisał 5000 florenów węgierskich posagu, wiana i daru swojej żonie Katarzynie z Kretkowa na dobrach Czarnków oraz na robociznach w Gębicach i w Przybychowie.
W 1452 Jan Czarnkowski rozgraniczył Gębice należące wówczas do Andrzeja Gembickiego oraz wieś Wyszyny własność Piotra z Wyszyn. Na granicy tych wsi usypano kopce graniczne przy Bobrowych Stawach (org. Bobrowestawy), przy strudze Flinta płynącej z jeziora (Gębickie Jezioro), przy drodze idącej z Pałuk. Według tego podziału granicznego struga oraz jezioro należały wówczas do Gębic, a łąka nad jeziorem do Wyszyn. W 1570 bracia Piotr i Paweł Gembiccy prowadzili spór z powodu szkód uczynionych we wspólnym lesie należących do Gębic przez wycięcie drzew, wykarczowanie nowych pól i budowę pułapek na zwierzynę; części lasu: Lipice (org. Lipicze), Ryszownica (org. Risszownicza), Kunie Ostrowy i innych.
Wieś odnotowana została także w dokumentach podatkowych. W 1510 była miejscowością opustoszałą. W 1563 miał miejsce pobór podatków z 7 i 3/4 łana oraz karczmy. W 1577 pobór odbył się z trzech majątków Jana, Wawrzyna oraz Macieja Gembickich, a także od Pawła Gembickiego oraz Marcina Poniatowskiego. W 1580 pobór zapłacił Wawrzyniec Gembicki od 5 półłanków, dwóch zagrodników, Paweł Gembicki od dwóch łanów i 6 zagrodników oraz Marcin Gembicki od jednego opuszczonego łana, 4 półłanków oraz dwóch zagrodników.
W 1580 roku wieś była częścią powiatu poznańskiego i należała do województwa poznańskiego w Rzeczypospolitej Obojga Narodów. Poza tym Gębice przez cały czas administracyjnie były związane z Czarnkowem.
Po III rozbiorze Polski miejscowość znalazła się w zaborze pruskim. Wówczas do wsi napłynęło dużo Prusaków. Mimo licznych represji na ludności polskiej władze pruskie nie zdołały wygnać ze wsi wszystkich polskich rodzin. W latach okupacji zatwierdzoną urzędowo nazwą wsi była „Gembitz”. Wieś ponownie wróciła do Polski dopiero po powstaniu wielkopolskim trwającym od 27 grudnia 1918 roku do 16 lutego 1919 roku. Wówczas znajdowała się ona w bliskiej odległości z Rzeszą Niemiecką. Z tego powodu w okresie dwudziestolecia międzywojennego Gębice były zamieszkiwane przez stosunkowo dużą liczbę ludności niemieckiej. Sytuacja uległa zmianie dopiero po II wojnie światowej w 1945 roku. Wyniku wzrostu tendencji socjalistycznych w kraju i niemieckiej porażki wiele rodzin pochodzenia niemieckiego musiało opuścić teren, na którym znajduje się miejscowość.
Przez wiele lat swojego istnienia wieś Gębice była miejscowością szlachecką. W XVIII w. władała tu zamożna rodzina Radzińskich, a na początku XIX stulecia rodzina Paliszewskich z herbu Adbank. Z drugiej rodziny szlacheckiej wywodzi się Leopold Paliszewski, który brał udział w powstaniu listopadowym i został odznaczony za zasługi orderem „Virtuti Militari”. Budynki, które niegdyś były własnością obu rodów należą teraz do sióstr Felicjanek prowadzących ośrodek rehabilitacyjny „Nasz Dom”. W pobliżu ośrodka znajduje się również grobowiec rodziny Paliszewskich.

## Obiekty
Ikoną miejscowości od wielu lat jest wybudowany w 1879 roku w stylu neogotyckim kościół pod wezwaniem św. Andrzej Boboli. Oprócz niego na terenie miejscowości znajduje się ośrodek rehabilitacyjny „Nasz Dom” prowadzony przez stowarzyszenie sióstr zakonnych Felicjanki, a obok ośrodka usytuowano Zespół Szkół Specjalnych im. Kornela Makuszyńskiego. W Gębicach znajduje się także unowocześniony i rozbudowany w 2008 roku budynek Publicznego Gimnazjum w Gębicach, w którym obecnie znajduje się Szkoła Podstawowa im. Leśników Polskich w Gębicach. Choć obiekty edukacyjne to zdecydowana większość wśród budynków użyteczności publicznej, to warto zwrócić także uwagę na salę wiejską, którą wybudowano w latach PRL. W jednym z jej pomieszczeń znajduje się filia Biblioteki Publicznej Gminy Czarnków.

## Sport
Miejscowość ma też swoją drużynę piłkarską – Sokół Gębice. We wsi funkcjonuje również Ochotnicza Straż Pożarna.

## Osoby
W Gębicach urodził się Wawrzyniec Gembicki, arcybiskup gnieźnieński i prymas Polski.